# Campionato Italiano Velocità 2001
Il campionato italiano velocità 2001  è l'ottantesima edizione del campionato italiano velocità. In questa annata sono attive cinque categorie: la Superbike, la Supersport, la Stock 1000, la Classe 250 e la Classe 125.

## Stagione
Il titolo piloti Superbike viene vinto da Lucio Pedercini con una Ducati 996RS. Pedercini conquista quattro delle cinque gare in calendario e sopravanza di oltre venti punti il più diretto degli inseguitoriː il compagno di marca Paolo Blora. Tra i costruttori prevale Ducati che vince tutte le gare previste. Nella Supersport il titolo va a Stefano Cruciani su di una Yamaha YZF R6. Cruciani vince tre gare e nelle altre due si piazza secondo conquistando il titolo con un margine di trenta punti. Tra i costruttori Yamaha conquista tutte le gare in calendario. 
Nella Stock 1000 vince Roberto Antonello su Suzuki. Antonello vince tre gare e chiude con un margine di dieci punti sul secondo classificatoː Gianluca Vizziello su Yamaha. Tra i costruttori prevale Suzuki con quattro vittorie ed un secondo posto come migliori risultati.
Nella Classe 250 il titolo italiano lo conquista, all'ultima gara in calendario, Walter Bartolini con una Honda RS250R. Bartolini sopravanza così il secondo classificato Gilles Boccolini. Nella Classe 125 vince il titolo Gioele Pellino con una Honda RS125R. Pellino, che vince una gara in stagione, sopravanza di un solo punto il compagno di marca Mattia Angeloni. Terzo Andrea Ballerini su Aprilia. Tra i costruttori prevale Honda che conquista tre gare.

## Calendario
Dove non indicata la nazionalità si intende pilota italiano.
| Prova | Data         | Circuito       | Vincitore       | Vincitore         | Vincitore          | Vincitore        | Vincitore        |
| Prova | Data         | Circuito       | Superbike       | Supersport        | Stock 1000         | Classe 250       | Classe 125       |
| ----- | ------------ | -------------- | --------------- | ----------------- | ------------------ | ---------------- | ---------------- |
| 1     | 9 aprile     | Misano prova 1 | Lucio Pedercini | Stefano Cruciani  | Roberto Antonello  | Gilles Boccolini | Andrea Ballerini |
| 2     | 16 giugno    | Monza          | Lucio Pedercini | Alessio Corradi   | Giacomo Romanelli  | Valter Bartolini | Andrea Ballerini |
| 3     | 16 settembre | Vallelunga     | Lucio Pedercini | Fabrizio De Marco | Roberto Antonello  | Gilles Boccolini | Gioele Pellino   |
| 4     | 14 ottobre   | Misano prova 2 | Lucio Pedercini | Stefano Cruciani  | Roberto Antonello  | [ 20 ]           | Mattia Angeloni  |
| 5     | 28 ottobre   | Misano prova 3 | Luca Pasini     | Stefano Cruciani  | Gianluca Vizziello | Gilles Boccolini | Mattia Angeloni  |

## Classifiche
In questa stagione i piloti che ottengono punti in tutte e cinque le gare in calendario scartano il peggior risultato. Nelle tabelle della classifica piloti sono indicati i punti validi e, tra parentesi, i punti complessivi.

### Superbike
Vi sono delle diversità tra la classifica piloti ed i resoconti di gara in quanto vi prendono parte, come wild card senza punti, i seguenti pilotiː
- Andrea Mazzali, su MV Agusta, prende parte a tutte le prove ottenendo due ritiri e tre piazzamenti nei primi quindici.
- Daniel Oliver, su Aprilia, prende parte alla prova di Monza classificandosi quindicesimo, alla prova di Vallelunga chiudendo decimo e ritirandosi nella seconda gara a Misano.
- Marcus Payten, su Suzuki, prende parte alle ultime due prove di Misano ottenendo un ritiro ed un tredicesimo posto.
- Luca Carughi, su Aprilia, prende parte alla prova finale di Misano ritirandosi.

Gli altri piloti scalano in avanti in classifica a punti nelle tre gare portate a termine dai piloti sopracitati. 

#### Classifica Piloti[26]
Dove non indicata la nazionalità si intende pilota italiano.
| Pos. | Pilota               | Moto                      | 1 MIS1 | 2 MON | 3 VAL | 4 MIS2 | 5 MIS3 | P.ti    |
| ---- | -------------------- | ------------------------- | ------ | ----- | ----- | ------ | ------ | ------- |
| 1    | Lucio Pedercini      | Ducati                    | 1      | 1     | 1     | 1      |        | 100     |
| 2    | Paolo Blora          | Ducati                    | 2      | 2     | 3     | 2      |        | 76      |
| 3    | Luca Pasini          | Ducati                    | 4      | 5     | 4     | Rit    | 1      | 62      |
| 4    | Serafino Foti        | Ducati                    | 3      | 6     | Rit   | 3      | 2      | 62      |
| 5    | Redamo Assirelli     | Yamaha                    | 5      | 4     | 5     | 4      | 5      | 48 (59) |
| 6    | Ferdinando Di Maso   | Suzuki, Yamaha e Kawasaki | 7      | 11    | 6     | 5      | 3      | 46 (51) |
| 7    | Luca Pedersoli       | Kawasaki                  | Rit    | 3     | Rit   | 7      | 4      | 38      |
| 8    | Alessandro Tomassoni | Suzuki                    |        | 8     | 8     | 9      | 6      | 33      |
| 9    | Gianluca Villa       | Suzuki                    | 8      | 10    | 7     | 8      | Rit    | 31      |
| 10   | Giorgio Cantalupo    | Ducati                    | 9      | Rit   | 9     | 11     | 8      | 27      |
| 11   | Antonio Calasso      | Suzuki                    | 24     | 9     | Rit   | 10     | 7      | 22      |
| 12   | Alessandro Gramigni  | Yamaha                    |        |       | 2     |        |        | 20      |
| 13   | Daniele Morigi       | Ducati                    | Rit    | 12    | 10    | 6      |        | 20      |
| 14   | Massimo Boccelli     | Ducati                    | 6      | Rit   | Rit   | 13     | Rit    | 13      |
| 15   | Luigi Pezzoni        | Suzuki                    | 11     | Rit   | 15    | 18     | 12     | 10      |
| 16   | Stefano Giudici      | Suzuki                    | 14     | 13    | 11    | Rit    | Rit    | 10      |
| 17   | Roberto Panichi      | Suzuki                    | Rit    | 7     |       |        |        | 9       |
| 18   | Vittorio Scatola     | Suzuki                    |        | Rit   |       |        | 9      | 7       |
| 19   | Igor Antonelli       | Suzuki                    |        |       |       |        | 10     | 6       |
| 20   | Fabio Caprotti       | Yamaha                    | 10     |       |       |        |        | 6       |
| 21   | Roberto Bono         | Suzuki e Ducati           |        |       |       | 20     | 11     | 5       |
| 22   | Paolo Malvini        | Ducati                    | 13     | 17    | 14    | Rit    |        | 5       |
| 23   | Marco Gerbaudo       | Ducati                    | 17     | 14    | 13    | Rit    |        | 5       |
| 24   | Silvano Ricchetti    | Suzuki                    | 12     | Rit   |       | 15     |        | 5       |
| 25   | Fabrizio Pellizzon   | Aprilia                   |        |       |       | 12     |        | 4       |
| 26   | Massimo Paolucci     | Suzuki                    |        |       | 12    |        |        | 4       |
| 27   | Luca Morselli        | Suzuki                    |        | 19    |       | 16     | 13     | 3       |
| 28   | Fabio Bergonzoni     | Ducati                    |        |       |       |        | 14     | 2       |
| 29   | Fausto Pojer         | Ducati                    | Rit    |       |       | 14     | Rit    | 2       |
| 30   | Mauro Reveglio       | Suzuki                    | 21     | 15    |       |        |        | 1       |
| 31   | Roberto Bosio        | Ducati                    | 15     | 20    | 19    | 22     | 16     | 1       |
| 32   | Gianfranco Destro    | Suzuki                    | NC     |       |       |        | 15     | 1       |
| Pos. | Pilota               | Moto                      | 1 MIS1 | 2 MON | 3 VAL | 4 MIS2 | 5 MIS3 | P.ti    |

| Legenda | 1º posto        | 2º posto            | 3º posto           | A punti      | Senza punti        | Grassetto – Pole position Corsivo – Giro più veloce |
| Legenda | Gara non valida | Non qual./Non part. | Ritirato/Non class | Squalificato | '-' Dato non disp. | Grassetto – Pole position Corsivo – Giro più veloce |

#### Classifica Costruttori
| Pos. | Costruttore | 1 MIS1 | 2 MON | 3 VAL | 4 MIS2 | 5 MIS3 | P.ti |
| ---- | ----------- | ------ | ----- | ----- | ------ | ------ | ---- |
| 1    | Ducati      | 1      | 1     | 1     | 1      | 1      | 125  |
| 2    | Yamaha      | 5      | 4     | 2     | 4      | 5      | 68   |
| 3    | Kawasaki    | 19     | 3     | 6     | 5      | 3      | 53   |
| 4    | Suzuki      | 7      | 7     | 7     | 8      | 6      | 45   |
| 5    | Aprilia     |        | NV    | NV    | 12     | Rit    | 4    |
| NC   | MV Agusta   | NV     | NV    | NV    | NV     | NV     | 0    |

### Supersport
Vi sono delle diversità tra la classifica piloti ed i resoconti di gara in quanto sono iscritti per alcuni eventi piloti non eleggibili per i punti. In questo caso però, gli altri piloti non scalano la classifica a punti ma ottengono i punti medesimi in base alla posizione effettiva al traguardo.

#### Classifica Piloti[27]
Dove non indicata la nazionalità si intende pilota italiano.
| Pos. | Pilota                | Moto            | 1 MIS1 | 2 MON | 3 VAL | 4 MIS2 | 5 MIS3 | P.ti     |
| ---- | --------------------- | --------------- | ------ | ----- | ----- | ------ | ------ | -------- |
| 1    | Stefano Cruciani      | Yamaha          | 1      | 2     | 2     | 1      | 1      | 95 (115) |
| 2    | Nello Russo           | Yamaha          | 2      | 3     | Rit   | 4      | 3      | 65       |
| 3    | Alessio Corradi       | Yamaha          | 4      | 1     | 4     | 8      | Rit    | 59       |
| 4    | Gianluca Nannelli     | Ducati          | Rit    | 8     | 6     | 2      | 5      | 49       |
| 5    | Franco Brugnaro       | Yamaha          | 8      | 9     | 3     | 6      |        | 41       |
| 6    | Fabrizio De Marco     | Yamaha          |        |       | 1     | 5      | Rit    | 36       |
| 7    | Maurizio Prattichizzo | Yamaha          | 9      | 4     | 8     | 13     | Rit    | 31       |
| 8    | Alessandro Valia      | Ducati          | Rit    | Rit   |       | 3      | 6      | 26       |
| 9    | Claudio Cipriani      | Yamaha          | Rit    | 10    | 12    | 7      | 9      | 26       |
| 10   | Juri Proietto         | Honda           | 10     | 14    | 5     | 20     | 10     | 25       |
| 11   | Matteo Colombo        | Ducati          | 7      | 11    | 17    | 11     | 11     | 24       |
| 12   | Walter Tortoroglio    | Suzuki          |        |       |       |        | 2      | 20       |
| 13   | Gianfranco Guareschi  | Suzuki          | 3      | Rit   | Rit   |        |        | 16       |
| 14   | Massimo Tondini       | Yamaha          | 5      | 15    | Rit   | 14     | Rit    | 14       |
| 15   | Alessio Velini        | Yamaha          | 6      | Rit   | Rit   | 12     | Rit    | 14       |
| 16   | Antonio Carlacci      | Ducati e Yamaha | Rit    |       |       |        | 4      | 13       |
| 17   | Cristian Magnani      | Yamaha          | Rit    | 16    | 11    | 9      |        | 12       |
| 18   | Ivan Clementi         | Yamaha          |        | 5     |       |        |        | 11       |
| 19   | Massimo Meregalli     | Yamaha          |        | 6     |       |        |        | 10       |
| 20   | Giuseppe Galiè        | Yamaha          | 15     | 24    | 7     | 18     | 16     | 10       |
| 21   | Camillo Mariottini    | Suzuki          | Rit    | Rit   | Rit   | 10     | 12     | 10       |
| Pos. | Pilota                | Moto            | 1 MIS1 | 2 MON | 3 VAL | 4 MIS2 | 5 MIS3 | P.ti     |

| Legenda | 1º posto        | 2º posto            | 3º posto           | A punti      | Senza punti        | Grassetto – Pole position Corsivo – Giro più veloce |
| Legenda | Gara non valida | Non qual./Non part. | Ritirato/Non class | Squalificato | '-' Dato non disp. | Grassetto – Pole position Corsivo – Giro più veloce |

#### Classifica Costruttori
| Pos. | Costruttore | 1 MIS1 | 2 MON | 3 VAL | 4 MIS2 | 5 MIS3 | P.ti |
| ---- | ----------- | ------ | ----- | ----- | ------ | ------ | ---- |
| 1    | Yamaha      | 1      | 1     | 1     | 1      | 1      | 125  |
| 2    | Ducati      | 7      | 8     | 6     | 2      | 5      | 58   |
| 3    | Suzuki      | 3      | 7     | 15    | 10     | 2      | 52   |
| 4    | Honda       | 10     | 14    | 5     | 20     | 10     | 25   |
| NC   | Kawasaki    | NV     | NV    | NV    | NV     | NV     | 0    |

### Stock 1000
Vi sono delle diversità tra la classifica piloti ed il resoconto della prima gara in quanto il pilota britannico Mark Heckles vi prende parte come wild card senza punti (chiudendo secondo). Gli altri piloti classificati, tranne Roberto Antonello, scalano in avanti di una posizione.

#### Classifica Piloti[28]
Dove non indicata la nazionalità si intende pilota italiano.
| Pos. | Pilota              | Moto                     | 1 MIS1 | 2 MON | 3 VAL | 4 MIS2 | 5 MIS3 | P.ti |
| ---- | ------------------- | ------------------------ | ------ | ----- | ----- | ------ | ------ | ---- |
| 1    | Roberto Antonello   | Suzuki                   | 1      | 27    | 1     | 1      | 2      | 95   |
| 2    | Gianluca Vizziello  | Yamaha                   |        | 2     | 2     | 2      | 1      | 85   |
| 3    | Giacomo Romanelli   | Suzuki                   | 3      | 1     | Rit   | 3      | 3      | 73   |
| 4    | Massimo Temporali   | Suzuki                   | 6      | SQ    | 4     | 4      | 4      | 49   |
| 5    | Dario Tosolini      | Ducati, Suzuki e Aprilia | 4      | 3     | Rit   | 5      | 8      | 48   |
| 6    | Lorenzo Mauri       | Ducati                   | 5      | 4     | 5     | 6      |        | 45   |
| 7    | Gianluca Battisti   | Suzuki e Honda           | 2      | 13    | Rit   | 7      | Rit    | 32   |
| 8    | Riccardo Ricci      | Suzuki                   | 7      | 18    | 12    | 9      | 6      | 30   |
| 9    | Lorenzo Alfonsi     | Ducati                   | Rit    | 7     | Rit   | 10     | 5      | 25   |
| 10   | Marco Tessarolo     | Suzuki                   | 10     | 5     | Rit   | 22     | 10     | 25   |
| 11   | Stefano Andaloro    | Honda                    |        | 9     | 8     | 8      | Rit    | 23   |
| 12   | Fabio Capriotti     | Suzuki                   |        |       | 6     | 11     | 9      | 22   |
| 13   | Marco Pontini       | Suzuki                   | 9      | 16    | 7     | 12     |        | 20   |
| 14   | Ermanno Rossi       | Yamaha                   | 15     | 10    | 10    | 14     | 11     | 20   |
| 15   | Davide Messori      | Yamaha e Aprilia         | Rit    |       | 3     | Rit    |        | 16   |
| 16   | Antonio Paradiso    | Suzuki                   | 13     | 6     |       |        |        | 13   |
| 17   | Enrico Pasini       | Ducati                   | 12     | 8     |       |        |        | 12   |
| 18   | Raffaello Fabbroni  | Honda                    |        | 14    | 9     | 13     |        | 12   |
| 19   | Stefano Cappellari  | Ducati                   | 11     | 15    |       | 17     | 12     | 10   |
| 20   | Fabrizio Pellizzon  | Aprilia                  |        |       | Rit   | 20     | 7      | 9    |
| 21   | Ilario Dionisi      | Aprilia                  | 8      | Rit   |       |        |        | 8    |
| 22   | Stefano Morini      | Suzuki                   | 14     | 11    |       |        |        | 7    |
| 23   | Nicola Sartori      | Suzuki                   | 16     | 12    | 13    | 18     | Rit    | 7    |
| 24   | Andrea Cavalli      | Suzuki                   |        | 11    |       |        |        | 5    |
| 25   | Alessandro Abati    | Suzuki e Honda           | Rit    | 20    |       |        | 13     | 3    |
| 26   | Alex Sassaro        | Suzuki e Yamaha          | Rit    | SQ    |       | Rit    | 14     | 2    |
| 27   | Nicola Sommariva    | Yamaha                   | 18     |       | 14    |        |        | 2    |
| 28   | Francesco Rafanelli | Yamaha                   |        |       |       |        | 15     | 1    |
| Pos. | Pilota              | Moto                     | 1 MIS1 | 2 MON | 3 VAL | 4 MIS2 | 5 MIS3 | P.ti |

| Legenda | 1º posto        | 2º posto            | 3º posto           | A punti      | Senza punti        | Grassetto – Pole position Corsivo – Giro più veloce |
| Legenda | Gara non valida | Non qual./Non part. | Ritirato/Non class | Squalificato | '-' Dato non disp. | Grassetto – Pole position Corsivo – Giro più veloce |

#### Classifica Costruttori
| Pos. | Costruttore | 1 MIS1 | 2 MON | 3 VAL | 4 MIS2 | 5 MIS3 | P.ti |
| ---- | ----------- | ------ | ----- | ----- | ------ | ------ | ---- |
| 1    | Suzuki      | 1      | 1     | 1     | 1      | 2      | 120  |
| 2    | Yamaha      | 16     | 2     | 2     | 2      | 1      | 85   |
| 3    | Ducati      | 5      | 3     | 5     | 6      | 5      | 59   |
| 4    | Honda       | 2      | 9     | 8     | 8      | 13     | 48   |
| 5    | Aprilia     | 8      | 22    | 3     | 20     | 7      | 33   |

### Classe 125
Vi sono delle diversità tra la classifica piloti ed i resoconti di gara in quanto partecipa all'intero campionato il pilota svizzero Marco Tresoldi che non ottiene i punti. Gli altri piloti scalano la classifica a punti nelle quattro gare portate a termine da Tresoldi.

#### Classifica Piloti[29]
Dove non indicata la nazionalità si intende pilota italiano. 
| Pos. | Pilota             | Moto    | 1 MIS1 | 2 MON | 3 VAL | 4 MIS2 | 5 MIS3 | P.ti    |
| ---- | ------------------ | ------- | ------ | ----- | ----- | ------ | ------ | ------- |
| 1    | Gioele Pellino     | Honda   | 3      | 5     | 1     | 2      | 3      | 77 (88) |
| 2    | Mattia Angeloni    | Honda   | 4      | 4     | 4     | 1      | 1      | 76 (89) |
| 3    | Andrea Ballerini   | Aprilia | 1      | 1     | 3     | Rit    | Rit    | 66      |
| 4    | Andrea Dovizioso   | Aprilia | 2      | 2     | Rit   | Rit    | 6      | 50      |
| 5    | Fabrizio Lai       | Honda   | 15     | 6     | 6     | 9      | 2      | 47 (48) |
| 6    | Thomas Tallevi     | Aprilia | 16     | 3     | 2     | 5      | Rit    | 47      |
| 7    | Alessio Aldovrandi | Honda   | 7      | 9     | 5     | 4      | 5      | 44 (51) |
| 8    | Alex Baldolini     | Aprilia | 11     | 12    | 7     | 3      | 8      | 38 (42) |
| 9    | Marco Simoncelli   | Honda   | 17     | Rit   | 13    | 8      | 4      | 25      |
| 10   | Juri Bruschi       | Honda   | 8      | Rit   | 9     | Rit    | 7      | 24      |
| 11   | Manuel Manna       | Aprilia | 12     | 8     | 10    |        | 11     | 23      |
| 12   | Simone Saltarelli  | Aprilia | 23     | 15    | 8     | 6      | 12     | 23      |
| 13   | Marco Gronchi      | Aprilia | 10     |       | 15    | 7      | Rit    | 16      |
| 14   | William De Angelis | Honda   | 5      | 11    | 16    |        |        | 16      |
| 15   | Michele Conti      | Honda   | 14     | 7     | 17    | 12     | 16     | 15      |
| 16   | Michel Fabrizio    | Aprilia |        |       | Rit   | 10     | 9      | 13      |
| 17   | Luigi Orioli       | Honda   | 6      |       |       |        |        | 10      |
| 18   | Marco Leardini     | Honda   | 13     |       | 11    | 14     | Rit    | 10      |
| 19   | Michele Danese     | Aprilia |        | 13    | 13    | 15     | 14     | 9       |
| 20   | Claudio Zanette    | Honda   | 21     | 21    | 14    | 11     | 15     | 8       |
| 21   | Matteo Baiocco     | Aprilia | 9      | 16    |       |        |        | 7       |
| 22   | Simone Corsi       | Honda   |        |       |       |        | 10     | 6       |
| 23   | Simone Castellani  | Aprilia | Rit    | 10    | 19    | 16     | 17     | 6       |
| 24   | Francesco Pegollo  | Aprilia | Rit    | 14    | 22    | 13     | Rit    | 5       |
| 25   | Gabriele Gnani     | Gnani   |        | Rit   | Rit   | Rit    | 13     | 3       |
| Pos. | Pilota             | Moto    | 1 MIS1 | 2 MON | 3 VAL | 4 MIS2 | 5 MIS3 | P.ti    |

| Legenda | 1º posto        | 2º posto            | 3º posto           | A punti      | Senza punti        | Grassetto – Pole position Corsivo – Giro più veloce |
| Legenda | Gara non valida | Non qual./Non part. | Ritirato/Non class | Squalificato | '-' Dato non disp. | Grassetto – Pole position Corsivo – Giro più veloce |

#### Classifica Costruttori
| Pos. | Costruttore | 1 MIS1 | 2 MON | 3 VAL | 4 MIS2 | 5 MIS3 | P.ti |
| ---- | ----------- | ------ | ----- | ----- | ------ | ------ | ---- |
| 1    | Honda       | 3      | 4     | 1     | 1      | 1      | 104  |
| 2    | Aprilia     | 1      | 1     | 2     | 3      | 6      | 96   |
| 3    | Gnani       |        | Rit   | Rit   | Rit    | 13     | 3    |
| NC   | Yamaha      |        |       |       |        | 27     | 0    |
| -    | Friba       |        | 27    |       |        |        | 0    |
| -    | Rumi        |        | Rit   |       |        |        | 0    |

## Sistema di punteggio
| Pos.  | 1  | 2  | 3  | 4  | 5  | 6  | 7 | 8 | 9 | 10 | 11 | 12 | 13 | 14 | 15 | 16> |
| Punti | 25 | 20 | 16 | 13 | 11 | 10 | 9 | 8 | 7 | 6  | 5  | 4  | 3  | 2  | 1  | 0   |